# Naturschutzgebiet Oefter Tal
Das Naturschutzgebiet Oefter Tal ist ein 31,20 Hektar großes Naturschutzgebiet im südlichen Essener Stadtteil Heidhausen.

## Beschreibung
Das Oefter Tal ist ein tief eingeschnittenes Bachtal, durch das der Oefter Bach und zahlreiche Quellbäche in Richtung Ruhr fließen. Kleine Auenwälder und für die Region typische Buchenwälder prägen das Bild dieses Naturschutzgebietes.
Das Fachinformationssystem des Landesamtes für Natur, Umwelt und Verbraucherschutz in NRW bewertet das NSG wie folgt:

„Die Kombination aus naturnahem Bachläufen, Quellen und Auenwaldresten sowie für die Region typischem Buchenwald ist hoch repräsentativ und somit schützenswert im Sinne der Schutzzielkonzeption für den Naturraum.
 (...) Das Gebiet ist ein wertvoller Bestandteil im Verbund naturnaher Bachtäler im Bereich des unteren Ruhrtals und somit von herausragender Bedeutung für den Biotopverbund.“

## Schutzziele
Erhaltung des Bachsystems und der angrenzenden Waldbereiche, trotz intensiver Wald- und Forstwirtschaft im Essener Süden.

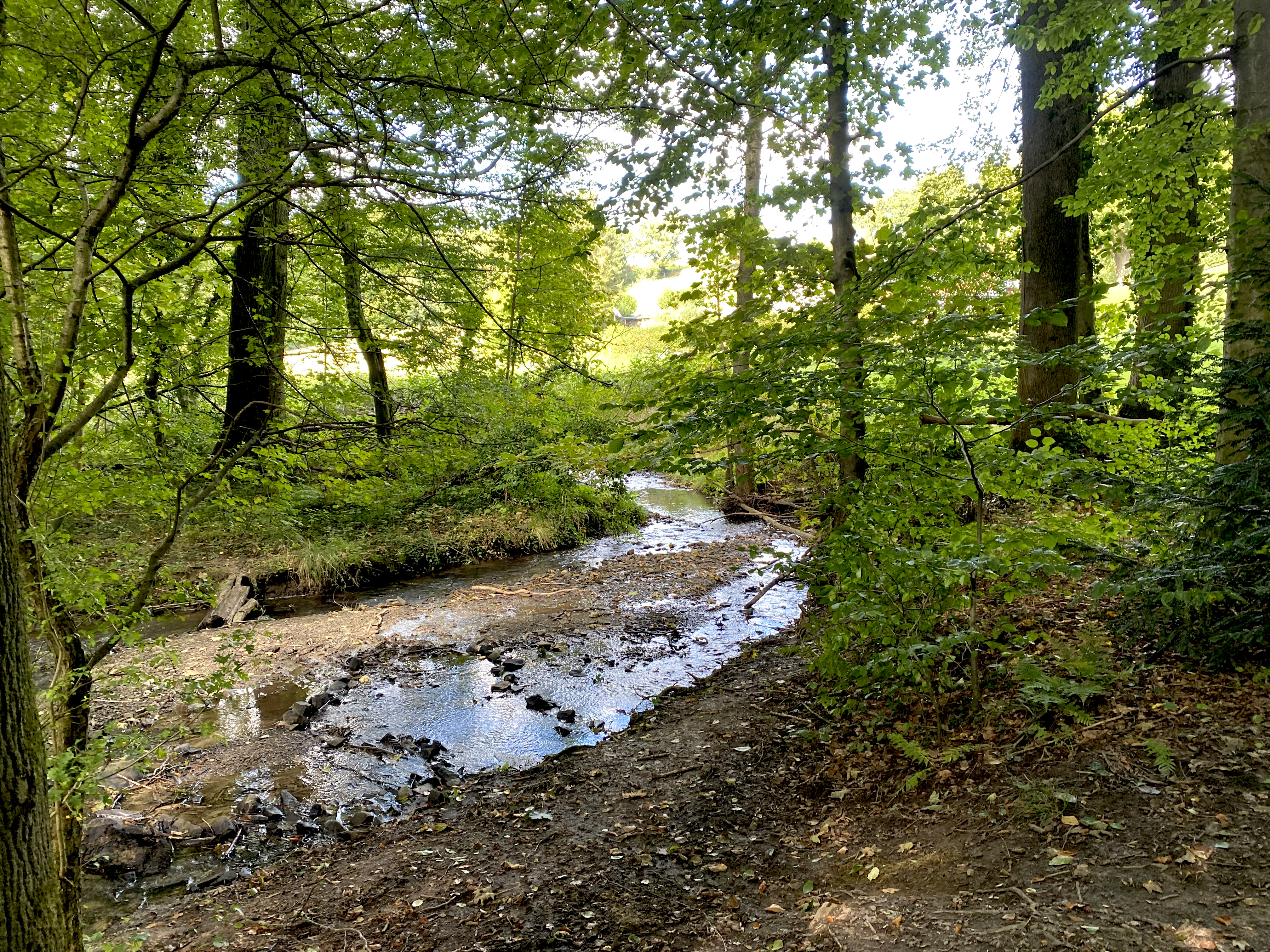
westl. Endpunkt des NSG bei Brücke
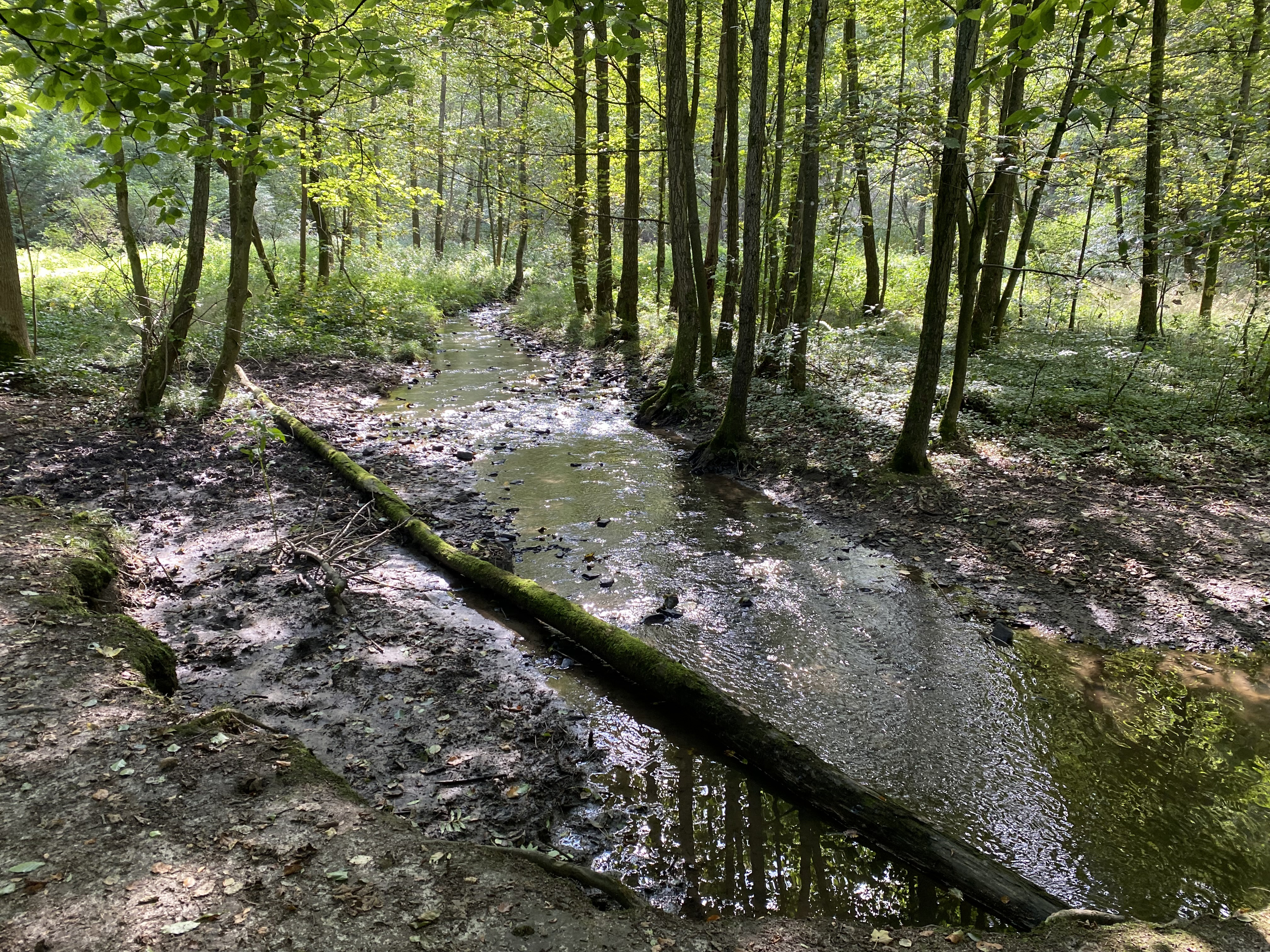
Oefter Bach durchfließt Erlen-Auwald
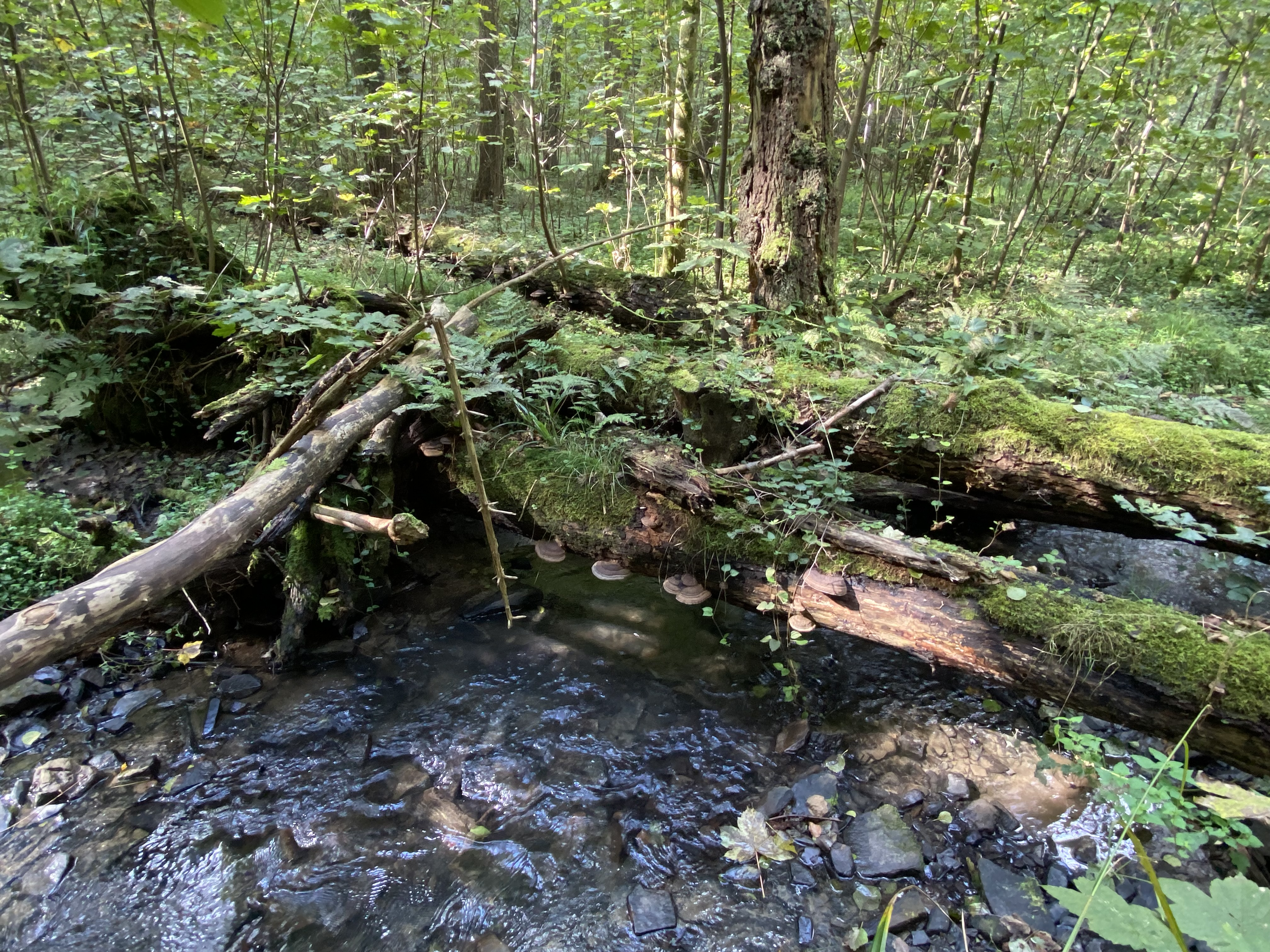
Totholz am Oefter Bach
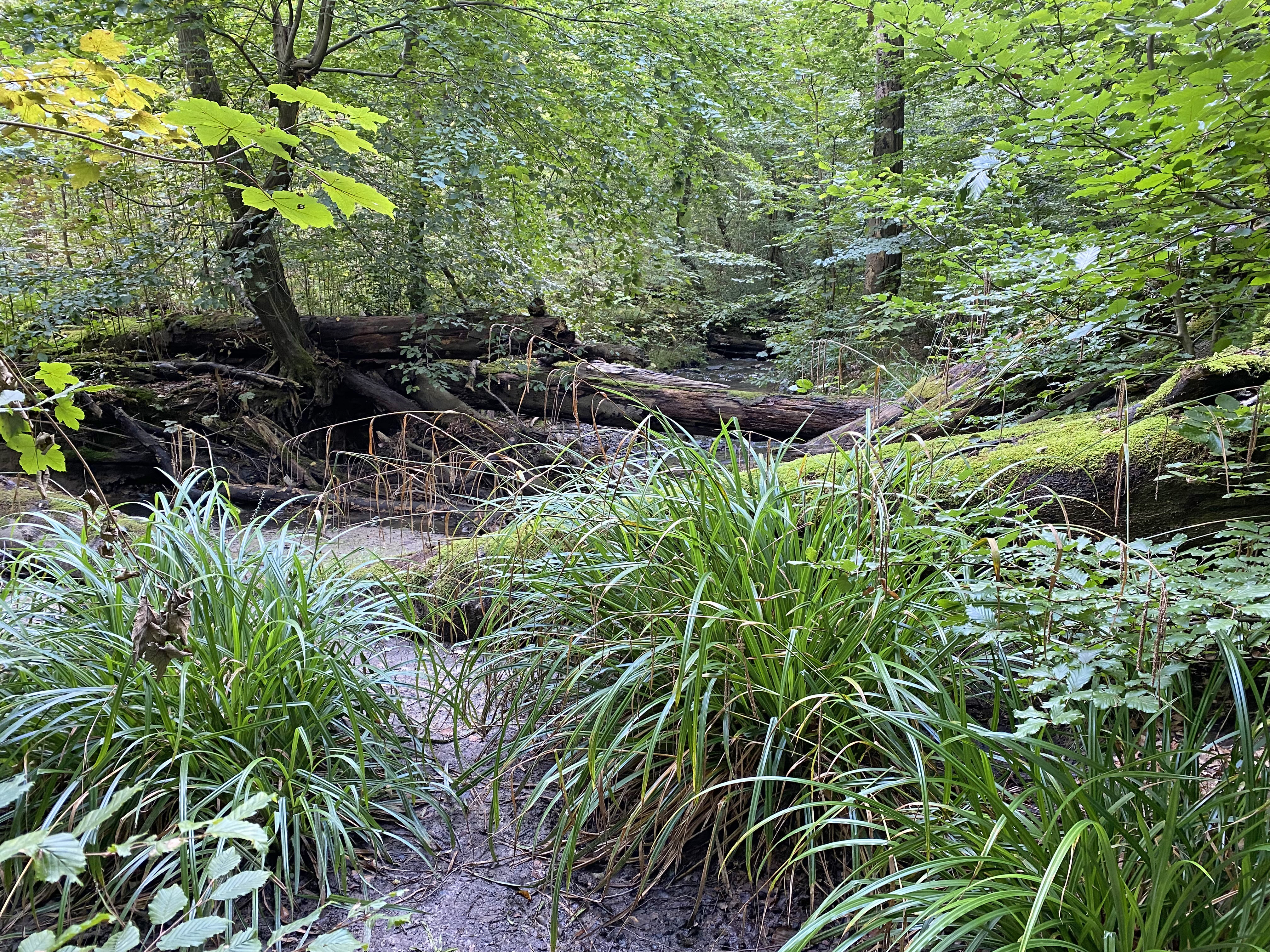
Artenreiche Krautschicht und Totholz
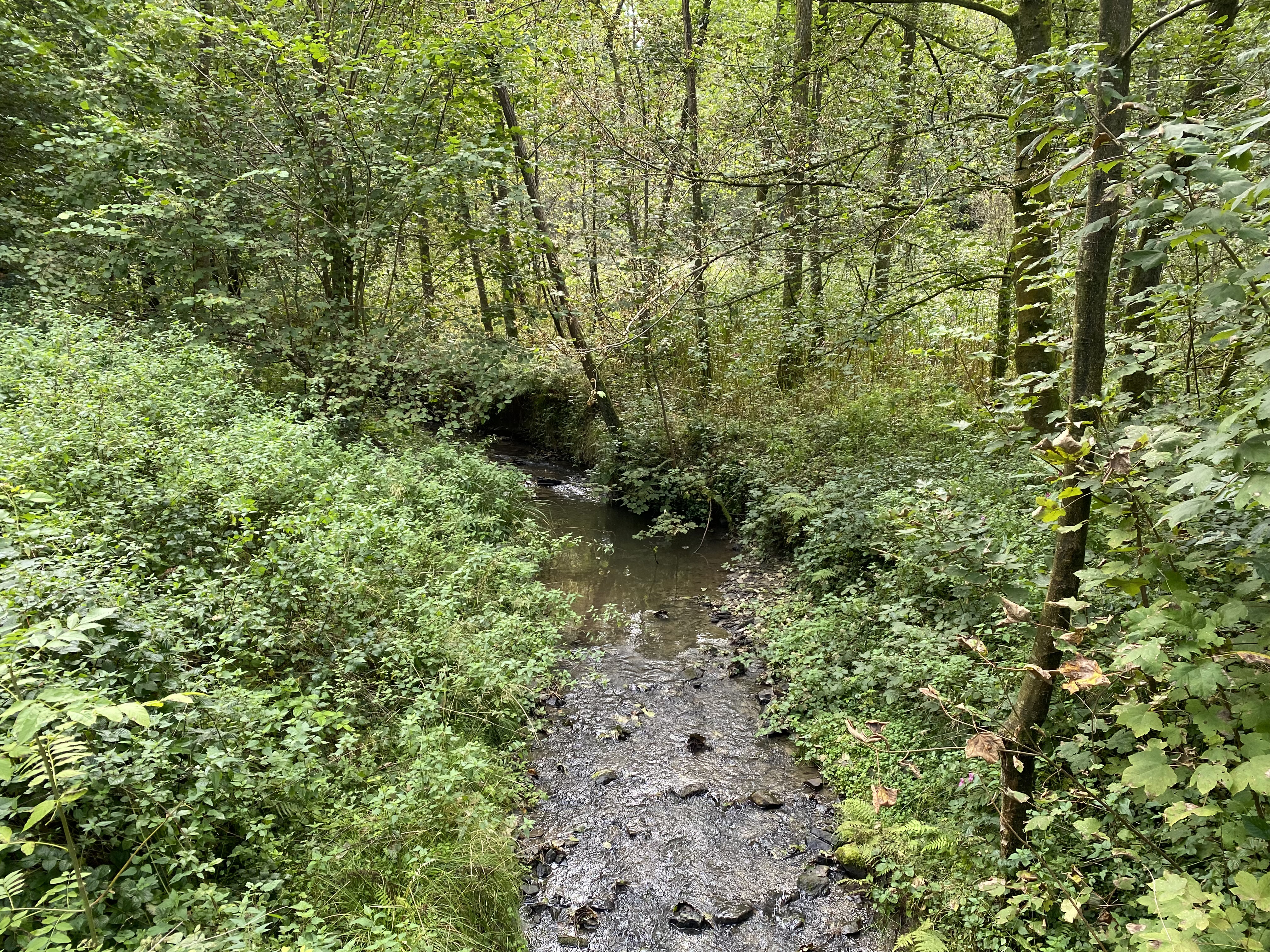
Nebenbach aus nördl. Richtung
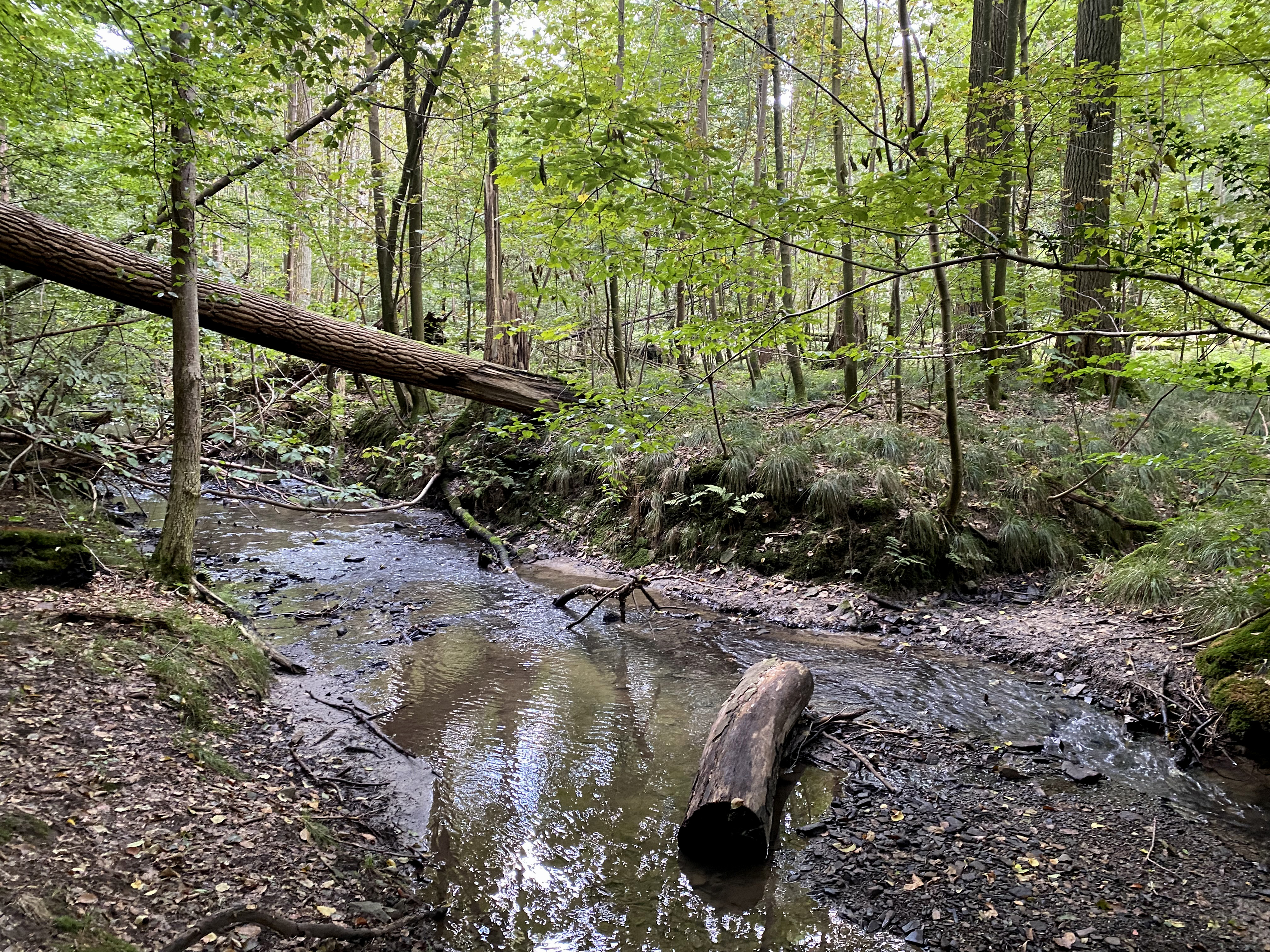
Oefter Bach mit steinigem Bachbett
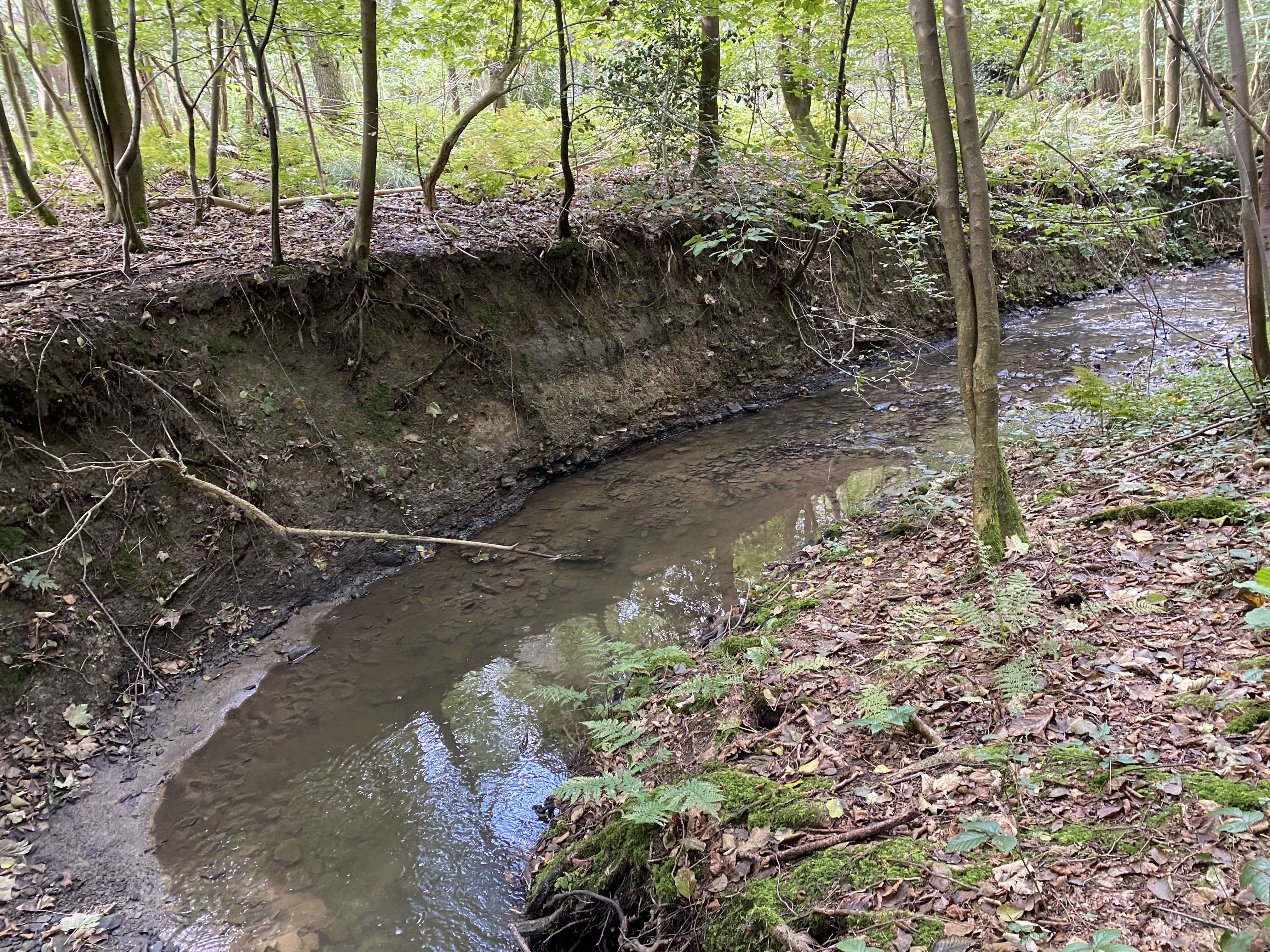
Oefter Bach mäandert mit teils steilem Ufer
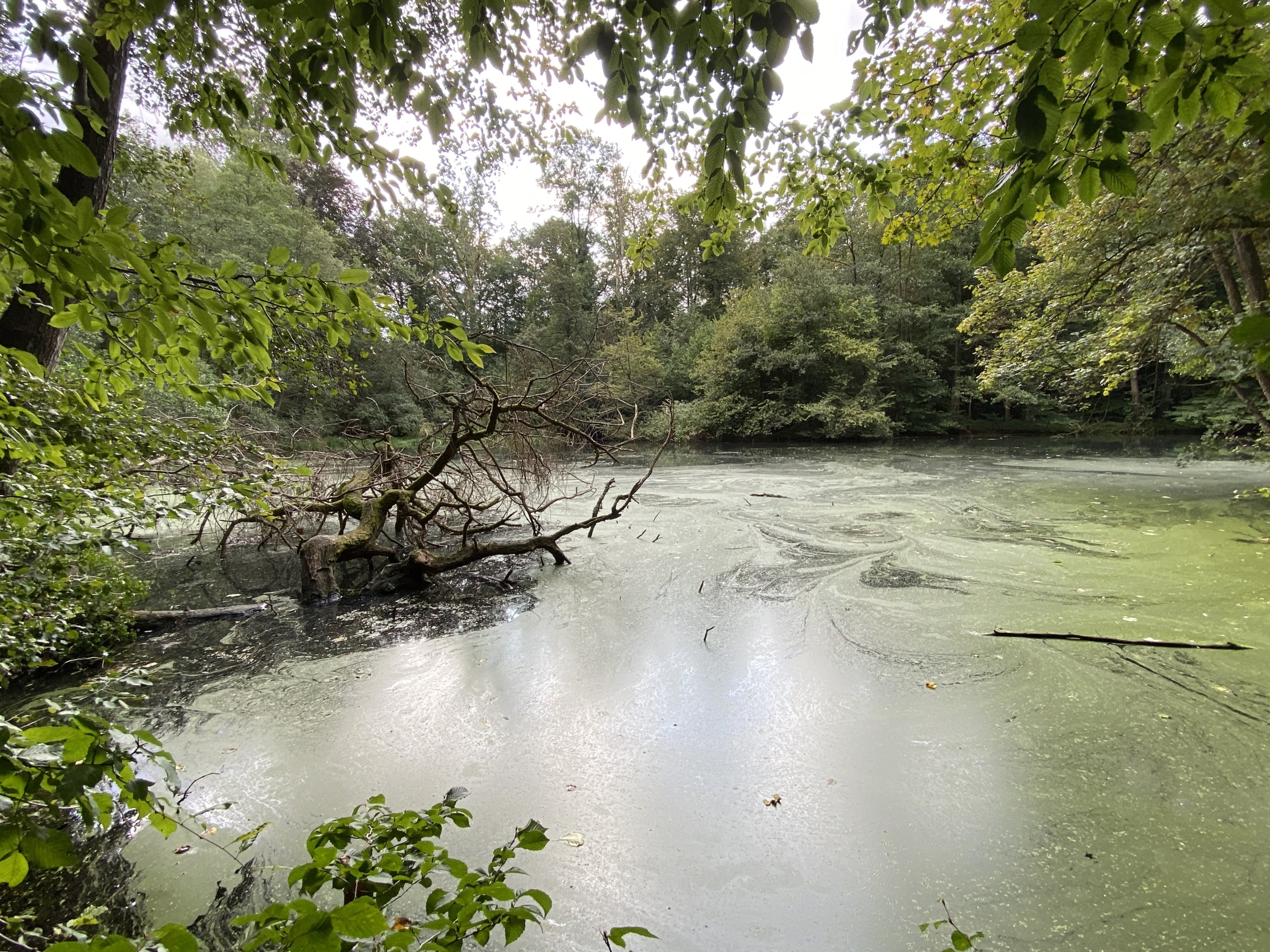
ehem. Fischteich östl. bei Hausmann